# Michał Ksawery Sapieha
Pour les articles homonymes, voir Michał Sapieha et Sapieha.
Michał Ksawery Sapieha, né le 3 décembre 1735 à Vyssokaïe (Biélorussie), mort le 24 novembre 1766 à Białystok (Pologne), prince de la famille Sapieha.

## Biographie
Michał Ksawery est le fils de Kazimierz Leon Sapieha et de Karolina Teresa Radziwiłł.

## Sources
- Notices d'autorité :   - VIAF
  - Pologne
  - NUKAT

- (pl) Cet article est partiellement ou en totalité issu de l’article de Wikipédia en polonais intitulé « Michał Ksawery Sapieha » (voir la liste des auteurs).